# Daniel Codas
Daniel Codas Insfran (Villarrica, 1869 - 20/09/1941 Asunción) fue un destacado periodista y político paraguayo, desempeño el cargo de Senador de la Republica y ministro del interior en el año 1912.

## Biografía
Daniel Codas Insfran nació en la ciudad de Villarrica en el año 1869 hijo del juez de paz Cosme Damián Codas Carísimo y de Doña Juana Ramona Insfran Speratti, residente por Villarrica durante la Guerra Grande. Contrajo matrimonio con Lucia Tomasa Troche el 2 de marzo de 1918 en Villarrica, del matrimonio nacieron: Anibal Marciano Codas, Adelaida Inocencia Codas y Natividad Antonia Codas.
Fue hermano del 1° intendente de Villarrica, Don Cosme Codas, del 5° intendente de Asunción, Antonio Codas y del político Federico Codas.
Conoció y frecuentó la primera escuela primaria creada en Villarrica, se educó en Asunción, donde se licenció en el Colegio Nacional y estudió Derecho en la Universidad.
El periodismo lo alejó de los tribunales y ya llevaba más de veinticinco años como periodista, tiempo durante el cual ha sido editor de más de diez periódicos diferentes y ha escrito para otros; en Asunción ha editado: El Pueblo, Comercio, La Patria, Capital, Democracia, Derecho, Evolución, Reacción, Et Día y Libertad.
En las elecciones de 1910 fue elegido Senador, pero renunció al cargo. Esto, sin embargo, no lo mantuvo alejado de la vida pública, ya que en las elecciones del año siguiente fue elegido nuevamente para el Senado y ocupó el cargo.
En el año 1912 fue nombrado Ministro del Interior en reemplazo del  Dr. Alejandro Audiber, hizo un interesante intento de componer las diferencias políticas de la época y mejorar la lucha entre partidos. Logró la unidad del Partido Liberal que, hasta entonces, había estado dividido en cuatro fracciones antagónicas, y se esforzó por establecer el sistema de ofrecer participación en el Gobierno a todos los partidos regulares. Pero este programa era demasiado avanzado para la época; sus oponentes políticos aprovecharon la oportunidad y lo traicionaron, llevando a cabo un movimiento revolucionario armado que causó la caída del Gobierno en 1912.
Falleció en la ciudad de Asunción el 20 de septiembre de 1941.